# Медаль «За труды по устройству удельных крестьян»
«За труды по устройству удельных крестьян» — медаль Российской империи. Учреждена в связи с проведением реформы удельного крестьянства для награждения чиновников, работавших над ней. Изготовлено 40 серебряных и 46 золотых медалей. Медаль носили на Александровской ленте.

## Основные сведения
Медаль «За труды по устройству удельных крестьян» учреждена по указу Александра II 24 июля 1863 года в ознаменование проведения реформы удельного крестьянства. Положение о крестьянах, относившихся к Удельному ведомству, было издано 26 июня 1863 года. У медали было два варианта — золотой и серебряный. Награждались этой медалью чиновники, работавшие над проведением реформы (всего 86 человек). В число награждённых вошли такие государственные деятели, как министр императорского двора В. Ф. Адлерберг (награждён 17 октября 1863 года) и начальник III отделения Собственной Е. И. В. канцелярии В. А. Долгоруков (награждён 19 января 1864 года).
С проведением крестьянской реформы было связано ещё несколько наград. Чиновников, участвовавших в подготовке и проведении реформ награждали также медалями «За труды по освобождению крестьян», «За труды по устройству крестьян в Царстве Польском» и «За труды по устройству военно-заводского населения». Для Александра II была учреждена персональная медаль «19 февраля 1861 года».

## Описание медалей
Медали в форме диска, сделаны из золота или серебра. Диаметр 28 мм. Гурт гладкий. На лицевой стороне медалей в центре изображён портрет Александра II в профиль. Вверху по дуге вдоль бортика надпись: «БЛАГОДАРЮ». Внизу вдоль бортика по дуге дата выхода положения об освобождении крестьян дворцового и уездного ведомства: «26 ИЮНЯ 1863 Г.». Надписи с обеих сторон разделены двумя маленькими шестиконечными звёздами, расположенными, соответственно, справа и слева от портрета. На оборотной стороне медали горизонтально расположена надпись в пять строк:
ЗА
ТРУДЫ
ПО УСТРОЙСТВУ
УДѢЛЬНЫХ
КРЕСТЬЯН
Под надписью располагалась линия из двух черт, разделённых точкой.
На Санкт-Петербургском монетном дворе за период с октября по декабрь 1863 года было отчеканено 40 серебряных и 46 золотых медалей.

## Порядок ношения
Медаль имела ушко для крепления к петлице. Лента медали — Александровская (красная), то есть лента ордена Святого Александра Невского.
16 августа 1898 года император Николай II подписал указ, согласно которому право на ношение этих медалей становилось наследственным — старшие прямые потомки награждённых, исключительно по мужской линии, получили право на ношение всех медалей, учреждённых в связи с проведением крестьянской реформы. В случае, если прямых наследников не оставалось, медаль должна была оставаться на хранении у иных потомков этих лиц. Распоряжение это было связано с открытием памятника Александру II. В отдельном указе уточнялось, что потомки награждённых должны были носить медали на груди, правее медали «В память царствования императора Александра III».

## Указы
1. ↑  Полное собраніе законовъ Россійской Имперіи, собрание II. — СПб., 1863. — Т. 38/1. — С. 862. № 39 905
2. ↑  Деммени М. Сборникъ указовъ по монетному и медальному делу въ Россіи 1649—1881. — СПб., 1887. — Т. 3. — С. 447—448.
3. ↑  Полное собраніе законовъ Россійской Имперіи, собрание II. — СПб., 1863. — Т. 38/1. — С. 678—702. № 39 792
4. ↑  Полное собраніе законовъ Россійской Имперіи, собрание III. — СПб., 1898. — Т. 18/1. — С. 871—872. № 15 893
5. ↑  Полное собраніе законовъ Россійской Имперіи, собрание III. — СПб., 1898. — Т. 18/1. — С. 872. № 15 894